# مصرف واسطه
مصرف واسطه، (به انگلیسی: Intermediate Consumption) به ارزش افزوده کلیه کالاها و خدماتی که در فرآیند تولید (تولید ناخالص داخلی)، به عنوان داده، مورد استفاده قرار گرفته و به مصرف رسیده، یا تغییر شکل می‌دهند، اطلاق می‌شود. بنابراین، دارایی‌های ثابت که مصرف آنها به عنوان مصرف سرمایه ثابت، به ثبت می‌رسد، در محدوده مفهوم مورد بررسی قرار ندارند.